# ريد سميث (لاعب كرة قاعدة أمريكي)
ريد سميث (بالإنجليزية: Red Smith)‏ هو لاعب كرة قاعدة أمريكي، ولد في 11 أبريل 1892 في لوغانسبورت في الولايات المتحدة، وتوفي في 17 يوليو 1972 في برادنتون في الولايات المتحدة.

## وصلات خارجية
- ريد سميث على موقعبيزبول رفرنس.كوم (الدوري الرئيسي) (الإنجليزية)
- ريد سميث على موقعبيزبول رفرنس.كوم (الدوري الثانوي) (الإنجليزية)